# Кеві (Сербія)
Кеві (серб. Кеви, угор. Felsőhegy) — село в Сербії, належить до общини Сента Північно-Банатського округу в багатоетнічному, автономному краю Воєводина. Розташоване в історико-географічній області Банат.

## Населення
Населення села становить 890 осіб (2002, перепис), з них:
- мадяри — 860 — 96,95 %;
- серби — 10 — 1,12 %;

Решту жителів  — кілька хорватів та німців.